# تمثال ثورة أكتوبر العظيمة (روستوف-نا-دونو)
تمثال ثورة أكتوبر العظيمة (بالروسية: Памятник Великой Октябрьской революции)، هو تمثال برونزي مًجسّد لثورة أكتوبر وإنشاء الحكم السوفياتي في روستوف-نا-دونو. قام النحات دوبوفيك والمهندس المعماري بوليانسكي بخلق تصميم المنحوتات من ثلاثة رجال: جندي، بحار وفلاح.
المنحوتات تقف على رمادية حمراء قاعدتها 4.5 متر. من خلال التصميم، والمظهر العام للنصب، فهو يرمز إلى صمود انتصار الثورة.
تم افتتاح التمثال في عام 1979. ويقع في المكان الذي تم فيه إقامة مسيرة لإقامة الحكم السوفياتي في المدينة في 26 أكتوبر 1917. الجبهة من قاعدة التمثال تحمل لوحة برونزية تذكر بهذا الحدث:
| تمثال ثورة أكتوبر العظيمة (روستوف-نا-دونو) | حدث تجمع مزدحم لدعم انتصار الثورة الاشتراكية في سانت بطرسبرغ وإنشاء الحكم السوفيتي في روستوف-نا-دونو هنا في 26 أكتوبر 1917 . | تمثال ثورة أكتوبر العظيمة (روستوف-نا-دونو) |